# Blart
Blart. Romanzo di genere fantasy comico, uscito nel 2006 dello scrittore inglese, Dominic Barker. Ha avuto inoltre due seguiti: Blart II e Blart III.

## Trama
1) Getti un paio di calze spaiate in una borsa malridotta e ti butti a capofitto nell'avventura della tua vita.
2) Rifletti un istante, poi getti un paio di calze spaiate in una borsa malridotta e ti butti a capofitto nell'avventura della tua vita.
3) Sbuffi: "Scordatelo" e rimani a casa a prenderti cura dei maiali del nonno."
Blart scelse la possibilità numero tre. La profezia parla chiaro: solo lui può sconfiggere Zoltab, l'Oscuro Signore che vuole dominare il mondo... e quindi "deve" partire per la sua impresa. Che lo voglia o no.»
(tratto dalla copertina del libro)
Il romanzo narra le vicende di un ragazzo quattordicenne di nome Blart che ha sempre vissuto in una fattoria con suo nonno e con alcuni maiali, tra i quali i suoi prediletti, Crosta e Cotenna. Ciò che Blart ama di più al mondo, e l'unica cosa di cui si preoccupa, sono i maiali, ed il ragazzo non conosce cosa sia l'eroismo: non gli sono mai state raccontate storie di questo genere e non ha mai voluto diventare un eroe. 
Un giorno arriva al villaggio un anziano mago di nome Capablanca, che porta con sé una infausta notizia: il mondo è minacciato dal malefico Zoltab e dai suoi malvagi sacerdoti. Capablanca racconta che all'alba dei tempi il Creatore, dopo aver originato la Terra, creò anche sette guardiani per controllarne lo sviluppo, di nome Andromeda, Baikal, Centauro, Dub, Efcheresto, Fluther e Zoltab. Il Creatore li istruì e li addestrò, dividendo il mondo in sette zone, nelle quali ogni signore avrebbe dovuto amministrare il proprio potere. Alla fine fece giurare a tutti e sette di fare solo del bene e partì, lasciando il mondo in mano loro. Zoltab, però, non tenne fede alla promessa data perché fu tentato dal male: ci fu una terribile guerra, e solo alla fine di questa il malvagio guardiano venne sconfitto e imprigionato. Capablanca spiega con enfasi che ora Zoltab sta per venire liberato dal Gran Tunnel del Disastro dai suoi sgherri, ma non essendoci più gli altri guardiani, presto conquisterà il mondo. L'unico in grado di sconfiggerlo è Blart, visto che è il figlio primogenito di un figlio primogenito, e così fin dall'alba dei tempi.
Blart logicamente si rifiuta di partire, e così per il bene del mondo Capablanca lo rapisce. Il ragazzo, tentando di scappare, scopre che il mago ha lanciato su di lui un sortilegio: più si allontana dallo stregone, più inciampa e cade. Blart è costretto a seguirlo e da quel momento inizia la sua avventura. Una notte i due si fermano in un locale, dove Capablanca incontra un guerriero di nome Beowulf, che si unisce al gruppo. Subito dopo però vengono assaliti dagli oscuri servitori di Zoltab, anche se fortunatamente i tre riescono a scappare giungendo a Noved, dove prendono un cavallo velocissimo e gigantesco, chiamano Maiale. 
Dopo diverse peripezie, giungono alla città costiera di Clergan dove Capablanca consulta l'ex mago Nimzovitsch. Con il loro cavallo volante sorvolano il mare atterrando presso la città di Hillyria. Qui vengono accolti calorosamente dagli abitanti e, su consiglio di Capablanca, i tre si recano al palazzo del re, trovando tuttavia una lunghissima coda di gente speranzosa di ottenere un'udienza presso i reali. Essendo gli Hilliry un popolo estremamente gentile, i nostri eroi riescono ad avanzare velocemente. Riescono così a spiegare al re la difficile situazione, chiedendo un fondamentale strumento per la riuscita della missione: una mappa che servirà a trovare il Gran Tunnel del Disastro. Anche se all'inizio il re e la regina non vogliono dare a Capablanca la mappa, pensando che la guerra non sia l'unica soluzione possibile, dopo aver scoperto che il loro cancelliere è in realtà uno sgherro di Zoltab, decidono di cedergli la chiave per trovare la mappa, ma solo in cambio di un favore: dovranno portare la principessa Lois con loro. 
Così, dopo che il nuovo membro si è unito al gruppo, i tre oramai quattro ripartono. Quella notte però si addormentano, dopo aver volato a lungo, in un'oasi segnata sulla mappa con una "s". Mentre dormono vengono assaliti da dei serpenti, e l'unico metodo per salvarsi è che ognuno, copiando Capablanca, pronunci un potente incantesimo. Anche se Blart lo sbaglia due volte, alla terza lo pronuncia nel modo corretto,riuscendo finalmente a liberarsi dai serpenti, ma avendoci messo troppo tempo, per Lois, Beo e Maiale non c'è più nulla da fare. Capablanca e Blart quindi si rincamminano, sfortunatamente questa volta a piedi.
Ripartono, recandosi nel sotterraneo regno dei nani: solo con la collaborazione di un nano l'impresa si potrà compiere; così Tungsteno si aggiunse alla combriccola. Partono dunque per il mondo di sotto, ma finiscono per cadere in una trappola dei Goblin, i peggiori nemici dei nani, riuscendo comunque a sfuggire. Una volta usciti dal covo dei Goblin il gruppo viene però sommerso da una frana, e si accorgono di essere arrivati finalmente nel Gran Tunnel del Disastro. Per non farsi scoprire si fingono degli sgherri, lavorando anche loro per la liberazione del guardiano. 
Capablanca rivela a Blart che può sconfiggere Zoltab solo versando del sangue del suo cuore addosso a quest'ultimo. Tempo di dire queste parole che Zoltab viene liberato, e tutti gli sgherri gioiscono. In mezzo al casino, i tre notano a fianco di Zoltab la principessa Lois, appena declamata la futura moglie del guardiano. Nella folla però ci si accprge dei tre impostori e Capablanca, Blart e Tungsteno vengono imprigionati in una cella, caso vuole la stessa nella quale è stato imprigionato Beo.
Per divertirsi Zoltab decide che i quattro dovranno combattere contro quattro fortissimi cavalieri: Carestia, Malattia, Pestilenza e Morte. Lo scontro sembra imparziale e troppo estenuante perché i nostri possano vincere, tanto che Tungsteno muore per mano di Malattia. Ma grazie a un grande sforzo di Blart e giocando di astuzia riescono a vincere, e ad uccidere tutti i cavalieri. Zoltab è furioso, e chi non lo sarebbe? L'ex-guardiano decide di ucciderli lui stesso definitivamente, e gli sgherri portano i nostri eroi al suo cospetto. Capablanca, rapido, pugnala Blart, che muore immediatamente, e il suo sangue cade su Zoltab. Ma non vi è alcun cambiamento. Zoltab sembra essere uguale a prima, più in forma anzi, e più arrabbiato. Dopo essere scoppiato a ridere spiega all'incredulo mago che in verità Blart ha un fratello maggiore di cui nessuno era mai venuto a conoscenza dell'esistenza, nascosto dai seguaci di Zoltab, lì presente.
Il mago non capisce come possa aver fatto un errore così grande, e si biasima per la morte del ragazzo, quando Zoltab, con una magia potente, lo resuscita: lui aveva deciso di uccidere Blart, e solo lui lo ucciderà. Sembra tutto perduto quando uno sgherro si trasforma magicamente in un drago ed uccide il fratello maggiore. Il suo sangue schizza dappertutto, e in questo dappertutto è compreso anche Zoltab stesso. Immediatamente il guardiano si restringe e perde i suoi poteri, e prima che gli sgherri li possano catturare, Blart, Beo, Lois e Capablanca lo afferrano e saltano su Maiale, venuto eroicamente a salvarli.

## Edizioni
- Dominic Barker, Blart, traduzione di Elisa Puricelli Guerra, prima edizione ed., Fabbri Editori, 2006,  pp. 362, cap. 46, ISBN 88-451-1874-6.